# Господин Ангелов
Господин Ангелов е български политик.

## Биография
Роден е през 1865 година в град Варна в семейството на чифликчията Ангел Георгиев. Завършва мъжка гимназия и започва да помага на баща си. Застава начело на кметския пост като председател на тричленната комисия, която управлява град Варна. В комисията влизат още членовете Яни Андреев и Иван Жеков. По време на неговия мандат обръща внимание на строителството и привличането на чужди фирми за построяване на морските бани, модерен хотел и казино. По негова идея се сформира граждански комитет от 160 души, който комитет основава Общоградски театрален фонд за окончателното довършване на театралната сграда.